# Грчка на Европском првенству у атлетици на отвореном 1938.
Грчка је учествовала на 2. Европском првенству у атлетици на отвореном 1938. одржаном у Паризу од 7. до 9. септембра и на 1. Европском првенству за жене 17. и 18. септембра у Бечу. После ових првенства мушкарци и жене су се такмичили на заједничким првенствима. Репрезентацију Грчке представљало је 5 атлетичара  који су се такмичили у 5 мушких дисциплина.
У укупном пласману Грчка није освојила ниједну медаљу. Најуспешнији такмичар био је Јоанис Панамиотис, кој је у троскоку заузе четврто место са новим националним рекордом.
У табели успешности према броју и пласману такмичара који су учествовали у финалним такмичењима (првих 8 такмичара) Грчка је са једним пласманом у финале заузела 15. место са 5 бодова, од 18 земаља које су имале представнике у филану, од укупно 23 земље учеснице.
| Пл. | Земља | 1. место | 2. место | 3. место | 4. место | 5. место | 6. место | 7. место | 8. место | Бр. фин. | Бодови |
| --- | ----- | -------- | -------- | -------- | -------- | -------- | -------- | -------- | -------- | -------- | ------ |
| 15. | Грчка | 0 - 0    | 0 - 0    | 0 - 0    | 1 - 5    | 0 - 0    | 0 - 0    | 0 - 0    | 0 - 0    | 1        | 5      |

## Учесници
| Бр. | Дисциплина    | Мушкарци                         | Жене | Укупно |
| --- | ------------- | -------------------------------- | ---- | ------ |
| 1.  | 110 м препоне | Христос Мантикас                 |      | 1      |
| 2.  | 400 м препоне | Христос Мантикас*                |      | 0 (1)  |
| 3.  | Скок удаљ     | Григориос Ламбракис              |      | 1      |
| 4.  | Троскок       | Јоанис Паламиотис                |      | 1      |
| 5.  | Бацање диска  | Стајлијанос Флорос Николао Силас |      | 2      |
|     | Укупно (5)    | 5 (6)                            | 0    | 5 (6)  |

- Тачка уз име такмичара означава де је учествовао у више дисциплина.

## Резултати

### Мушкарци
| Атлетичар           | Дисциплина    | Лични рекорд | Квалификације | Квалификације | Полуфинале           | Полуфинале           | Финале               | Пласман      | Детаљи |
| Атлетичар           | Дисциплина    | Лични рекорд | Резултат      | Место         | Резултат             | Место                | Финале               | Пласман      | Детаљи |
| ------------------- | ------------- | ------------ | ------------- | ------------- | -------------------- | -------------------- | -------------------- | ------------ | ------ |
| Христос Мантикас    | 110 м препоне | 14,8         | 18,0          | 4. у гр. 2    | Није се квалификовао | Није се квалификовао | Није се квалификовао | 12. / 12     | [ 1 ]  |
| Христос Мантикас    | 400 м препоне |              | 55,5          | 4. у гр. 2    | Није се квалификовао | Није се квалификовао | Није се квалификовао | 8. / 12 (13) | [ 1 ]  |
| Григориос Ламбракис | скок удаљ     |              |               |               |                      |                      | 6,94                 | 12. / 13     | [ 1 ]  |
| Јоанис Панамиотис   | троскок       |              | 14,70 НР      | 4. / 13       | [ 1 ]                |                      |                      |              |        |
| Стајлијанос Флорос  | бацање диска  |              | 45,56         | 10. / 16      | [ 1 ]                |                      |                      |              |        |
| Николао Силас       | бацање диска  |              | 45,50         | 11. / 16      | [ 1 ]                |                      |                      |              |        |

## Биланс медаља Грчке после 2. Европског првенства на отвореном 1938.
|     | ЕП     |   |   |   |   | УП   |
| 1.  | 1934.  | 0 | 0 | 1 | 1 | =13. |
| 2.  | 1938.  | 0 | 0 | 0 | 0 | =15. |
| 1-2 | Укупно | 0 | 0 | 1 | 1 | =15  |
| --- | ------ | - | - | - | - | ---- |

|                                        | Атлетичар-ка                           |                                        |                                        |                                        |                                        |                                        |
| Није било вишеструких освајача медаља. | Није било вишеструких освајача медаља. | Није било вишеструких освајача медаља. | Није било вишеструких освајача медаља. | Није било вишеструких освајача медаља. | Није било вишеструких освајача медаља. | Није било вишеструких освајача медаља. |
| -------------------------------------- | -------------------------------------- | -------------------------------------- | -------------------------------------- | -------------------------------------- | -------------------------------------- | -------------------------------------- |

## Грчки освајачи медаља после 2. Европског првенства 1934—1938.
|    | Атлетичар/ка      | м | ж | ЕП       | Дисциплина |   |   |   |   |
| -- | ----------------- | - | - | -------- | ---------- | - | - | - | - |
| 1. | Христос Мантикас] | м |   | 1934.    | 400 м пр.  |   |   |   | 1 |
|    | Укупно            | 1 | 0 | 1934—38. |            | 0 | 0 | 1 | 1 |